# Gfrill (Salurn)
Gfrill (italienisch Cauria) ist ein kleines Dorf hoch ober dem Unterland in Südtirol. Der Großteil der Ortschaft bildet eine Fraktion der Gemeinde Salurn, die wenigen Häuser nördlich des Aalbachs gehören hingegen zur Gemeinde Neumarkt. Gfrill liegt auf etwa 1330 m Meereshöhe in den zu den Fleimstaler Alpen gerechneten Höhenzügen östlich des Etschtals, rund sechs Kilometer nordöstlich und über 1000 Höhenmeter oberhalb des Dorfzentrums von Salurn. Westlich des Bergdorfs befindet sich der Madruttberg, nördlich der Gipfel der Königswiese und nordöstlich das Trudner Horn, die allesamt im Naturpark Trudner Horn unter Schutz gestellt sind. Für den Kraftverkehr erschlossen ist Gfrill über eine Bergstraße, die von Salurn über Buchholz heraufführt.

## Name
Der Ortsname ist ersturkundlich 1298 als Gaueril sowie in weiterer Folge 1340 als ob Cafril bezeugt und auf die lateinische Bezeichnung  caprile für „Schafstall“ zurückzuführen, was auf vieh- und weidewirtschaftliche Nutzung des Gebiets ab dem Spätmittelalter schließen lässt.

## Geschichte
Die Höhensiedlung im waldreichen Gelände östlich oberhalb der Talsohle von Salurn entstand offenbar im Zug der Binnenkolonisation des 13. Jahrhunderts. Sie gehörte von Beginn an zum Landgericht Salurn, das Graf Meinhard II. von Tirol-Görz an der Südgrenze der Grafschaft Tirol im Übergangsbereich zum Hochstift Trient eingerichtet hatte. Laut dem Weistum des Gerichts Salurn von 1403 hatten die Gfriller Bauern („die Cafriller“) Holzabgaben an das Salurner Kelleramt zu leisten. Dasselbe Weistum nennt auch eine Reihe, inzwischen teilweise abgegangener Höfe wie Röll (Unterstein), Kerschbaum, Erlach/Erler, Gagers, Lochrach, Stauder/Staudach, Bruggneid, Flatsch und Leiter beim Haberla. 1927 wurde das bis dato eigenständige Gfrill der Gemeinde Salurn zugeschlagen.
Vom Röllhof gebürtig ist Hanna Goldmann, geborene Dalvai (* 1920), deren Lebenserinnerungen 2021 publiziert wurden.

## Sehenswürdigkeiten
Sehenswert sind die gotische Kirche St. Margareth aus dem 13. Jahrhundert (Erstnennung 1267), die um 1500 mit einem spätgotischen Netzgewölbe erneuert wurde, sowie die etwas außerhalb der Ortschaft gelegene kleine Kirche Maria Heimsuchung in der Wiese, die 1680 von der Salurner Familie Feigenputz von Griessegg errichtet wurde; beide stehen unter Denkmalschutz.